# Lista de gols contra na Copa do Mundo FIFA

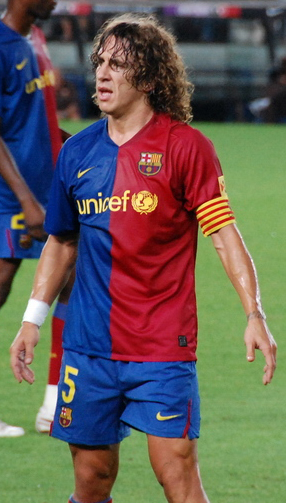
Carles Puyol, um dos jogadores a marcar gol contra em uma Copa do Mundo FIFA.

Esta é uma lista de gols contra (português brasileiro) ou autogolos (português europeu) em Copas do Mundo FIFA. Um gol contra acontece quando, acidentalmente, um jogador de seu próprio time acaba fazendo a bola entrar contra sua própria goleira, contabilizando assim um gol para seu adversário. Na história das vinte e duas edições da Copa do Mundo, foram registrados até o momento 55 gols contra, uma média exata de 2,5 por edição. O gol contra mais famoso da história das Copas do Mundo foi feito pelo zagueiro colombiano Andrés Escobar, em um jogo contra os Estados Unidos em um jogo da Copa do Mundo FIFA de 1994. Ao tentar interceptar um cruzamento do adversário John Harkes, Escobar acabou colocando a bola contra a própria meta, e, por este motivo, acabou sendo assassinado duas semanas depois em uma discoteca na cidade de Medellín, seu país-natal.
O primeiro gol contra foi registrado na primeira edição da Copa do Mundo, em 1930, quando o jogador mexicano Manuel Rosas o fez para o Chile. Uma única partida teve dois gols contra, onde o português Jorge Costa marcou a favor dos Estados Unidos, e o norte-americano Jeff Agoos em favor de Portugal. Trinidad e Tobago é a única seleção que marcou mais gols contra que a favor em Copas, já que o de Brent Sancho foi o único na história da seleção no torneio. No ano de 2018 foi registrado o maior número de gols contra, com onze; já as edições de 1934, 1958, 1962 e 1990 não tiveram nenhum. Abaixo encontra-se a lista dos gols em Copas do Mundo FIFA, levando em conta apenas os jogos da Copa, sem incluir os das Eliminatórias.

## Lista
| #   | Jogador              | Tempo (min) | País (do jogador que fez o gol contra) | Gol | Resultado final | Adversário (que foi beneficiado pelo gol contra) | Fase                | Edição | Data           | Ref    |
| --- | -------------------- | ----------- | -------------------------------------- | --- | --------------- | ------------------------------------------------ | ------------------- | ------ | -------------- | ------ |
| 1.  | Manuel Rosas         | 51          | México                                 | 0–2 | 0–3             | Chile                                            | Primeira fase       | 1930   | 16 de julho    | [ 4 ]  |
| 2.  | Ernst Lörtscher      | 22          | Suíça                                  | 0–2 | 4–2             | Alemanha                                         | Primeira fase       | 1938   | 9 de setembro  | [ 7 ]  |
| 3.  | Sven Jacobsson       | 19          | Suécia                                 | 1–1 | 1–5             | Hungria                                          | Semi-finais         | 1938   | 16 de junho    | [ 8 ]  |
| 4.  | José Parra Martínez  | 15          | Espanha                                | 0–1 | 1–6             | Brasil                                           | Quadrangular final  | 1950   | 13 de julho    | [ 9 ]  |
| 5.  | Jimmy Dickinson      | 94          | Inglaterra                             | 4–4 | 4–4 (pr.)       | Bélgica                                          | Primeira fase       | 1954   | 17 de junho    | [ 10 ] |
| 6.  | Raúl Cárdenas        | 46          | México                                 | 0–2 | 2–3             | França                                           | Primeira fase       | 1954   | 19 de junho    | [ 11 ] |
| 7.  | Ivan Horvat          | 9           | Iugoslávia                             | 0–1 | 0–2             | Alemanha Ocidental                               | Quartas-de-final    | 1954   | 27 de junho    | [ 12 ] |
| 8.  | Luis Cruz            | 59          | Uruguai                                | 1–2 | 1–3             | Áustria                                          | Disputa do 3° lugar | 1954   | 3 de julho     | [ 13 ] |
| 9.  | Ivan Vutsov          | 17          | Bulgária                               | 0–1 | 0–3             | Portugal                                         | Primeira fase       | 1966   | 16 de julho    | [ 14 ] |
| 10. | Ivan Davidov         | 43          | Bulgária                               | 1–1 | 1–3             | Hungria                                          | Primeira fase       | 1966   | 20 de julho    | [ 15 ] |
| 11. | Javier Guzmán        | 25          | México                                 | 1–1 | 1–4             | Itália                                           | Quartas-de-final    | 1970   | 14 de junho    | [ 16 ] |
| 12. | Colin Curran         | 58          | Austrália                              | 0–1 | 0–2             | Alemanha Oriental                                | Primeira fase       | 1974   | 14 de junho    | [ 17 ] |
| 13. | Roberto Perfumo      | 35          | Argentina                              | 1–1 | 1–1             | Itália                                           | Primeira fase       | 1974   | 19 de junho    | [ 18 ] |
| 14. | Ruud Krol            | 78          | Países Baixos                          | 3–1 | 4–1             | Bulgária                                         | Primeira fase       | 1974   | 23 de junho    | [ 19 ] |
| 15. | Andranik Eskandarian | 43          | Irã                                    | 0–1 | 1–1             | Escócia                                          | Primeira fase       | 1978   | 7 de junho     | [ 20 ] |
| 16. | Ernie Brandts        | 18          | Países Baixos                          | 0–1 | 2–1             | Itália                                           | Segunda fase        | 1978   | 21 de junho    | [ 21 ] |
| 17. | Berti Vogts          | 59          | Alemanha Ocidental                     | 1–1 | 2–3             | Áustria                                          | Segunda fase        | 1978   | 21 de junho    | [ 22 ] |
| 18. | Jozef Barmoš         | 66          | Tchecoslováquia                        | 0–2 | 0–2             | Inglaterra                                       | Primeira fase       | 1982   | 20 de junho    | [ 23 ] |
| 19. | László Dajka         | 73          | Hungria                                | 0–5 | 0–6             | União Soviética                                  | Primeira fase       | 1986   | 22 de junho    | [ 24 ] |
| 20. | Cho Kwang-Rae        | 82          | Coreia do Sul                          | 1–3 | 2–3             | Itália                                           | Primeira fase       | 1986   | 10 de junho    | [ 25 ] |
| 21. | Andrés Escobar       | 35          | Colômbia                               | 0–1 | 1–2             | Estados Unidos                                   | Primeira fase       | 1994   | 22 de junho    | [ 2 ]  |
| 22. | Tom Boyd             | 74          | Escócia                                | 1–2 | 1–2             | Brasil                                           | Primeira fase       | 1998   | 10 de junho    | [ 26 ] |
| 23. | Youssef Chippo       | 46          | Marrocos                               | 1–1 | 2–2             | Noruega                                          | Primeira fase       | 1998   | 10 de junho    | [ 27 ] |
| 24. | Pierre Issa          | 77          | África do Sul                          | 0–2 | 0–3             | França                                           | Primeira fase       | 1998   | 12 de junho    | [ 28 ] |
| 25. | Andoni Zubizarreta   | 73          | Espanha                                | 2–2 | 2–3             | Nigéria                                          | Primeira fase       | 1998   | 13 de junho    | [ 29 ] |
| 26. | Siniša Mihajlović    | 72          | Iugoslávia                             | 2–1 | 2–2             | Alemanha                                         | Primeira fase       | 1998   | 21 de junho    | [ 30 ] |
| 27. | Georgi Bachev        | 88          | Bulgária                               | 1–5 | 1–6             | Espanha                                          | Primeira fase       | 1998   | 24 de junho    | [ 31 ] |
| 28. | Jorge Costa          | 29          | Portugal                               | 0–2 | 2–3             | Estados Unidos                                   | Primeira fase       | 2002   | 5 de junho     | [ 5 ]  |
| 29. | Jeff Agoos           | 71          | Estados Unidos                         | 3–2 | 3–2             | Portugal                                         | Primeira fase       | 2002   | 5 de junho     | [ 5 ]  |
| 30. | Carles Puyol         | 10          | Espanha                                | 0–1 | 3–1             | Paraguai                                         | Primeira fase       | 2002   | 7 de junho     | [ 32 ] |
| 31. | Carlos Gamarra       | 3           | Paraguai                               | 0–1 | 0–1             | Inglaterra                                       | Primeira fase       | 2006   | 10 de junho    | [ 33 ] |
| 32. | Cristian Zaccardo    | 27          | Itália                                 | 1–1 | 1–1             | Estados Unidos                                   | Primeira fase       | 2006   | 17 de junho    | [ 34 ] |
| 33. | Brent Sancho         | 25          | Trinidad e Tobago                      | 0–1 | 0–2             | Paraguai                                         | Primeira fase       | 2006   | 20 de junho    | [ 35 ] |
| 34. | Petit                | 60          | Portugal                               | 0–2 | 1–3             | Alemanha                                         | Disputa do 3° lugar | 2006   | 8 de julho     | [ 36 ] |
| 35. | Daniel Agger         | 46          | Dinamarca                              | 0–1 | 0–2             | Países Baixos                                    | Primeira fase       | 2010   | 14 de junho    | [ 37 ] |
| 36. | Park Chu-Young       | 17          | Coreia do Sul                          | 0–1 | 1–4             | Argentina                                        | Primeira fase       | 2010   | 17 de junho    | [ 38 ] |
| 37. | Marcelo              | 11          | Brasil                                 | 0–1 | 3–1             | Croácia                                          | Primeira fase       | 2014   | 12 de junho    | [ 39 ] |
| 38. | Noel Valladares      | 48'         | Honduras                               | 0–2 | 0–3             | França                                           | Primeira fase       | 2014   | 15 de junho    | [ 40 ] |
| 39. | Kolasinac            | 2'          | Bósnia e Herzegovina                   | 0–1 | 1–2             | Argentina                                        | Primeira fase       | 2014   | 15 de junho    | [ 41 ] |
| 40. | John Boye            | 31'         | Gana                                   | 0–1 | 1–2             | Portugal                                         | Primeira fase       | 2014   | 26 de junho    | [ 42 ] |
| 41. | Joseph Yobo          | 90+2'       | Nigéria                                | 0–2 | 0–2             | França                                           | Oitavas-de-final    | 2014   | 30 de junho    | [ 43 ] |
| 42. | Aziz Bouhaddouz      | 90+5'       | Marrocos                               | 0–1 | 0–1             | Irã                                              | Primeira fase       | 2018   | 15 de junho    | [ 44 ] |
| 43. | Aziz Behich          | 81'         | Austrália                              | 1–2 | 1–2             | França                                           | Primeira fase       | 2018   | 16 de junho    | [ 45 ] |
| 44. | Peter Etebo          | 32'         | Nigéria                                | 0–1 | 0–2             | Croácia                                          | Primeira fase       | 2018   | 16 de junho    | [ 46 ] |
| 45. | Thiago Cionek        | 37'         | Polónia                                | 0–1 | 1–2             | Senegal                                          | Primeira fase       | 2018   | 19 de junho    | [ 47 ] |
| 46. | Ahmed Fathy          | 47'         | Egito                                  | 0–1 | 1–3             | Rússia                                           | Primeira fase       | 2018   | 19 de junho    | [ 48 ] |
| 47. | Denis Cheryshev      | 23'         | Rússia                                 | 0–2 | 0–3             | Uruguai                                          | Primeira fase       | 2018   | 25 de junho    | [ 49 ] |
| 48. | Edson Álvarez        | 74'         | México                                 | 0–3 | 0–3             | Suécia                                           | Primeira fase       | 2018   | 27 de junho    | [ 50 ] |
| 49. | Yann Sommer          | 90+3'       | Suíça                                  | 2–2 | 2–2             | Costa Rica                                       | Primeira fase       | 2018   | 27 de junho    | [ 51 ] |
| 50. | Yassine Meriah       | 33'         | Tunísia                                | 0–1 | 2–1             | Panamá                                           | Primeira fase       | 2018   | 28 de junho    | [ 52 ] |
| 51. | Sergey Ignashevich   | 12'         | Rússia                                 | 0–1 | 1–1             | Espanha                                          | Oitavas-de-final    | 2018   | 1 de julho     | [ 53 ] |
| 52. | Fernandinho          | 13'         | Brasil                                 | 0–1 | 1–2             | Bélgica                                          | Quartas-de-final    | 2018   | 6 de julho     | [ 54 ] |
| 53. | Mario Mandžukić      | 17'         | Croácia                                | 0–1 | 2–4             | França                                           | Final               | 2018   | 15 de julho    | [ 55 ] |
| 54. | Nayef Aguerd         | 40'         | Marrocos                               | 2–1 | 2–1             | Canadá                                           | Primeira fase       | 2022   | 30 de novembro | [ 56 ] |
| 55. | Enzo Fernández       | 77'         | Argentina                              | 2–1 | 2–1             | Austrália                                        | Oitavas-de-final    | 2022   | 3 de dezembro  | [ 57 ] |